# Let Me Be Your Valentine
Let Me Be Your Valentine (Nech mě být tvým miláčkem) je píseň německé skupiny Scooter z alba Our Happy Hardcore z roku 1996. Jako singl vyšla píseň v roce 1996. Ve videoklipu se Scooter nechají zmenšit a vydávají se do těla H.Pho lásky, aby jí opravili srdce a zachránili ji.

## Seznam skladeb
1. Let Me Be Your Valentine (The Complete Work) – (5:42)
2. Let Me Be Your Valentine (Radio Edit) – (3:47)
3. Eternity – (5:19)
4. The Silence Of T. 1210 MK II – (1:31)

## Umístění ve světě
| Hitparáda | Umístění |
| --------- | -------- |
| Švýcarsko | 23       |
| Rakousko  | 9        |
| Francie   | 45       |